# Carl Hertel (Maler)
Carl Hertel, vollständig Karl Konrad Julius Hertel (* 17. Oktober 1837 in Breslau, Provinz Schlesien; † 10. März 1895 in Düsseldorf), war ein deutscher Genremaler der Düsseldorfer Schule.

## Leben
Hertel besuchte von 1855 bis 1858 die Kunstakademie Düsseldorf. Dort war er Schüler von Christian Köhler (2. Klasse, Antikensaal, 1855/1856; Malerschule, 2. Sektion, 1856), Rudolf Wiegmann (2. Klasse, Bauschule), Heinrich Mücke (Anatomie und Proportion, 1856) und Karl Müller (2. Klasse, Malerschule, 2. Sektion, 1857/1858). Von 1858 bis 1864 nahm er Privatunterricht bei dem Genremaler Wilhelm Sohn.

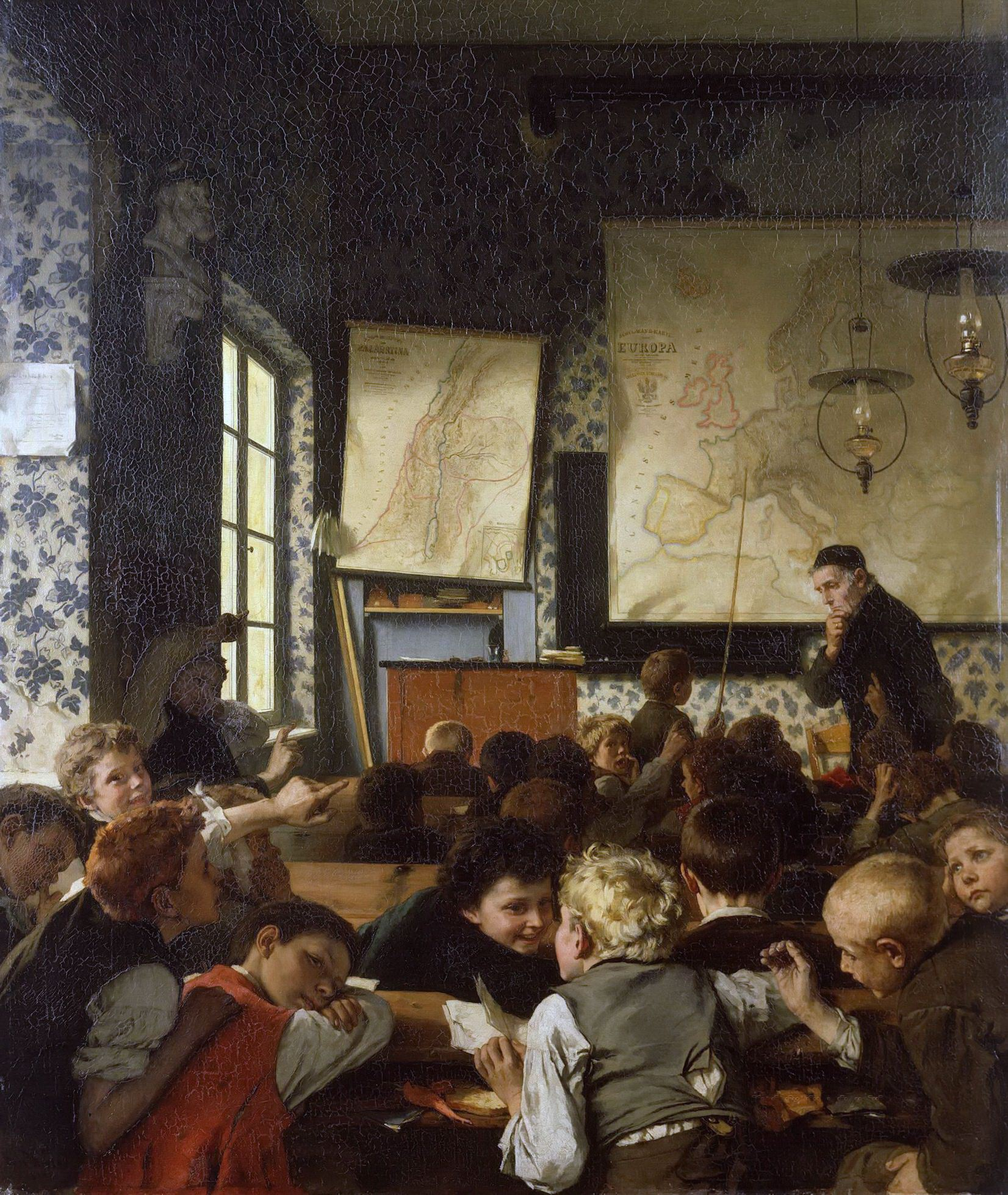
Jung-Deutschland in der Schule (Schulstube während des Geografieunterrichts), 1874, Nationalgalerie, Berlin

Hertel ließ sich in Düsseldorf nieder, wo er von 1859 bis 1870 und von 1880 bis 1895 dem Künstlerverein Malkasten angehörte. Privaten Unterricht gab er der Malerin Friederike Vogel. Zusammen mit Gregor von Bochmann inszenierte er im März 1887 auf der Malkastenbühne das Tableau vivant Friedrich der Große nach der Schlacht bei Torgau nach dem gleichnamigen Historienbild von Adolph von Menzel.
Häufig unternahm er Reisen in die Niederlande und nach Belgien. Zwischen 1861 und 1890 stellte er seine Gemälde in Kunstzentren des deutschsprachigen Raums aus (Berlin 1861, 1868, 1870, 1872, 1874, 1879, 1880, 1881, 1888, Dresden 1863, 1864, 1870, 1889; Düsseldorf 1876, 1880, 1889/1890; Wien 1882; Hannover 1880, 1882; Bremen 1890). 1869 gehörte Hertel zu den Unterzeichnern eines offenen Briefes gegen die Berufung von Hermann Wislicenus als Professor für Historienmalerei und gegen das Direktorat des Geheimen Regierungs- und Schulrats Hermann Altgelt an der Düsseldorfer Akademie.
Einen besonderen Erfolg erzielte Hertel mit dem Genrebild Jung-Deutschland in der Schule, der Darstellung einer Jungenklasse im Geografieunterricht, die er 1874 schuf. Dieses Bild wurde im gleichen Jahr auf der Berliner akademischen Kunstausstellung gezeigt, außerdem 1882 in der Ersten Internationalen Kunstausstellung Wien. Die Berliner Nationalgalerie unter ihrem Leiter Max Jordan, der das Bild „von sinniger und frischer Erfindung und vorzüglicher Farbenwirkung“ schätzte, kaufte das Gemälde im Jahr 1874 an. Im gleichen Jahr sah ein Kritiker der Zeitschrift Dioskuren, die auf der nationalliberalen literarischen Bewegung Junges Deutschland gründete, die dargestellte Szene als Politikum. Er empfand die Schulklasse eher als „eine Pflanzschule angehender Zuchthäusler als zukünftiger Staatsbürger“ und meinte, dass der Künstler mit solchem „Gepräge rüdester Verwilderung die eigentliche Pointe der Darstellung und den Witz des Titels zum Ausdruck bringen will“.
Hertel wiederholte das populäre Bildmotiv mehrfach. Eine Fassung erwarb das Städtische Museum Leipzig im Jahr 1878. Ein weiteres, leicht abweichendes Replikat befindet sich in Berliner Privatbesitz.